# Phaethornis major
El ermitaño ventrigrís (Phaethornis major) es una especie —o la subespecie Phaethornis bourcieri major, dependiendo de la clasificación considerada— de ave apodiforme de la familia Trochilidae, perteneciente al numeroso género Phaethornis. Es endémico de Brasil.

## Distribución y hábitat
Se distribuye por el centro oriente de Brasil al sur del río Amazonas, de la margen oriental del bajo río Tapajós hacia el este hasta la margen occidental del río Xingu.
Esta especie habita en selvas húmedas de terra firme y ocasionalmente en los bordes del bosque, enmarañados de bambú, arbustales densos, bosques de várzea y crecimientos secundarios.

## Sistemática

### Descripción original
La especie P. major fue descrita por primera vez por el ornitólogo alemán Christoph Hinkelmann en 1989 bajo el nombre científico de subespecie Phaethornis bourcieri major; su localidad tipo es: «Caxiricatuba, río Tapajós, Brasil». El holotipo, un macho adulto recolectado el 4 de agosto de 1932, se encuentra depositado en el Museo de Zoología Comparada de la Universidad de Harvard, bajo el número MCZ 173642.

### Etimología
El nombre genérico masculino «Phaethornis» se compone de las palabras del griego «phaethōn» que significa ‘sol’ y «ornis» que significa ‘pájaro’; y el nombre de la especie «major», proviene del latín «maior», que significa ‘mayor’, ‘más grande’.

### Taxonomía
El presente taxón fue descrito originalmente y sigue siendo tratado como la subespecie P. bourcieri major por la mayoría de las clasificaciones. Sin embargo, es separada de Phaethornis bourcieri como especie plena por Aves del Mundo (HBW) y Birdlife International (BLI) con base en las evidencias genéticas que demuestran que es más próxima a Phaethornis philippii y P. koepckeae, sumado a los caracteres morfológicos distintivos, principalmente sus dimensiones significativamente mayores.